# Javokhir Sidikov
Javokhir Sidikov (Taskent, 8 de diciembre de 1996) es un futbolista uzbeko que juega en la demarcación de centrocampista para el Nasaf Qarshi de la Super Liga de Uzbekistán.

## Selección nacional
Tras jugar en la selección de fútbol sub-17 de Uzbekistán, la sub-19, la sub-20 y en la selección de fútbol sub-23 de Uzbekistán, finalmente hizo su debut con la selección absoluta el 27 de marzo de 2018 en un encuentro amistoso contra Marruecos que finalizó con un resultado de 2-0 a favor del combinado marroquí tras los goles de Manuel da Costa y Ayoub El Kaabi.

### Goles internacionales
| # | Fecha               | Estadio                                          | Oponente     | Gol | Resultado | Competición        |
| - | ------------------- | ------------------------------------------------ | ------------ | --- | --------- | ------------------ |
| 1 | 13 de enero de 2019 | Estadio Al-Rashid, Dubái, Emiratos Árabes Unidos | Turkmenistán | 0-1 | 0-4       | Copa Asiática 2019 |

## Clubes
| Club                          | País       | Año       | Partidos | Goles |
| ----------------------------- | ---------- | --------- | -------- | ----- |
| FC Pajtakor Tashkent          | Uzbekistán | 2015-2016 | 3        | 0     |
| Kokand 1912                   | Uzbekistán | 2016-2018 | 77       | 11    |
| FC Pajtakor Tashkent (cedido) | Uzbekistán | 2019-2020 | 33       | 5     |
| Lokomotiv Tashkent            | Uzbekistán | 2021      | 22       | 2     |
| Kokand 1912                   | Uzbekistán | 2022      | 23       | 4     |
| Nasaf Qarshi                  | Uzbekistán | 2023-     | 65       | 5     |